# Ten Mile Lake (Frank Creek)
Der Ten Mile Lake (englisch für „Zehn-Meilen-See“) ist ein 3,26 km² großer See, der sich knapp 90 km nordnordwestlich von Whitehorse im kanadischen Yukon-Territorium befindet. Der See befindet sich in den Stammesgebieten der Ta'an Kwach'an, der Kwanlin Dun First Nation und der Little Salmon/Carmacks First Nation.

## Lage
Der See befindet sich 8 km östlich vom Klondike Highway auf einer Höhe von 808 m. Der Ten Mile Lake ist bis zu 48 m tief. Die mittlere Wassertiefe beträgt 23 m. Der Frank Creek, ein linker Nebenfluss des Yukon River, durchquert den See. Der See wird per Wasserflugzeug oder über eine 15 km lange Allradpiste erreicht. Ein Wildnis-Outfitter organisiert Touren zum See.

## Seefauna
Bei einer Untersuchung im Jahr 2016 wurde festgestellt, dass die Seepopulationen von Amerikanischem Seesaibling und Heringsmaräne relativ klein sind.